# NGC 846
NGC 846 = NGC 847 ist eine Balken-Spiralgalaxie vom Hubble-Typ SBab Sternbild Andromeda am Nordsternhimmel. Sie ist schätzungsweise 235 Millionen Lichtjahre von der Milchstraße entfernt und hat einen Durchmesser von etwa 130.000 Lj. Gemeinsam mit NGC 812 und PGC 8424 bildet sie die LGG 46-Galaxiengruppe.
Das Objekt wurde am 22. November 1876 von Édouard Jean-Marie Stephan (als NGC 846 aufgeführt); und am 30. November 1885 von Lewis Swift (als NGC 847) entdeckt.